# John Taliaferro
John Taliaferro (* 1768 bei Fredericksburg, Colony of Virginia; † 12. August 1852 ebenda) war ein US-amerikanischer Politiker. Zwischen 1801 und 1843 vertrat er mehrfach den Bundesstaat Virginia im US-Repräsentantenhaus.

## Werdegang
John Taliaferro besuchte die öffentlichen Schulen seiner Heimat. Nach einem anschließenden Jurastudium und seiner Zulassung als Rechtsanwalt begann er in diesem Beruf zu arbeiten. Später schlug er als Mitglied der Demokratisch-Republikanischen Partei eine politische Laufbahn ein. Bei den Kongresswahlen des Jahres 1800 wurde Taliaferro im 19. Wahlbezirk von Virginia in das US-Repräsentantenhaus in Washington, D.C. gewählt, wo er am 4. März 1801 die Nachfolge von Henry Lee antrat. Bis zum 3. März 1803 konnte er zunächst nur eine Legislaturperiode im Kongress absolvieren. Bei den Wahlen des Jahres 1810 kandidierte er im achten Distrikt seines Staates erfolglos gegen John Pratt Hungerford für den Kongress. Gegen das Wahlergebnis legte er Widerspruch ein. Als diesem stattgegeben wurde, konnte er am 29. November 1811 das Mandat von Hungerford übernehmen und bis zum 3. März 1813 die laufende Legislaturperiode im Kongress beenden. In diese Zeit fiel der Beginn des Britisch-Amerikanischen Krieges.
Bei den Kongresswahlen des Jahres 1812 wurde Taliaferro nicht bestätigt. In den 1820er Jahren wurde er ein Gegner des aufstrebenden späteren US-Präsidenten Andrew Jackson. Später wurde er Mitglied der 1835 gegründeten Whig Party. Nach dem Tod des Abgeordneten William Lee Ball wurde er bei der fälligen Nachwahl für den 13. Sitz von Virginia als dessen Nachfolger in das US-Repräsentantenhaus gewählt, wo er am 24. März 1824 sein neues Mandat antrat. Nach drei Wiederwahlen konnte er bis zum 3. März 1831 im Kongress verbleiben. Seit dem Amtsantritt von Präsident Jackson im Jahr 1829 wurde innerhalb und außerhalb des Kongresses heftig über dessen Politik diskutiert. Dabei ging es um die umstrittene Durchsetzung des Indian Removal Act, den Konflikt mit dem Staat South Carolina, der in der Nullifikationskrise gipfelte, und die Bankenpolitik des Präsidenten.
Zwischen 1835 und 1843 vertrat John Taliaferro den zehnten Wahlbezirk seines Staates. Seit 1839 war er Vorsitzender des Committee on Revolutionary Pensions. Die Zeit ab 1841 war von den Spannungen zwischen Präsident John Tyler und den Whigs überschattet. Außerdem wurde damals bereits über eine mögliche Annexion der seit 1836 von Mexiko unabhängigen Republik Texas diskutiert. Seit 1850 arbeitete Taliaferro als Bibliothekar für das US-Finanzministerium. Er starb am 12. August 1852.